# Лерой (Вісконсин)
Лерой (англ. LeRoy) — місто (англ. town) в США, в окрузі Додж штату Вісконсин. Населення — 956 осіб (2020).

## Демографія
Згідно з переписом 2010 року, у місті мешкали 1002 особи в 387 домогосподарствах у складі 291 родини. Було 405 помешкань
Расовий склад населення:
| - 99,0 % — білих - 0,3 % — азіатів |

До двох чи більше рас належало 0,0 %. Частка іспаномовних становила 2,5 % від усіх жителів.
За віковим діапазоном населення розподілялося таким чином: 23,8 % — особи молодші 18 років, 59,7 % — особи у віці 18—64 років, 16,5 % — особи у віці 65 років та старші. Медіана віку мешканця становила 43,3 року. На 100 осіб жіночої статі у місті припадало 111,4 чоловіків;  на 100 жінок у віці від 18 років та старших — 108,2 чоловіків також старших 18 років.
Середній дохід на одне домашнє господарство  становив 78 940 доларів США (медіана — 72 273), а середній дохід на одну сім'ю — 86 689 доларів (медіана — 75 972). Медіана доходів становила 54 167 доларів для чоловіків та 40 536 доларів для жінок. За межею бідності перебувало 5,9 % осіб, у тому числі 7,3 % дітей у віці до 18 років та 8,6 % осіб у віці 65 років та старших.
Цивільне працевлаштоване населення становило 549 осіб. Основні галузі зайнятості: виробництво — 27,0 %, роздрібна торгівля — 15,3 %, освіта, охорона здоров'я та соціальна допомога — 14,4 %.